# Anton Schott (Schriftsteller)

Anton Schott

Anton Schott (* 8. Februar 1866 in Kohlheim, Böhmen; † 4. April 1945 auf seinem Anwesen Hub bei Mettmach, Oberösterreich) war ein österreichischer Schriftsteller.

## Leben
Anton Schott, der Sohn eines mittellosen Webers, besuchte nach unregelmäßiger Volksschulausbildung für zwei Jahre die Realschule in Pilsen. 15-jährig erhielt er seine erste Anstellung als Schreiber bei einem Rechtsanwalt in Neuern. Nach intensivem Selbststudium bereits 1883 als provisorischer Unterlehrer tätig, legte er zunächst die Matura, anschließend die Lehrerbefähigungsprüfung an der Lehrerbildungsanstalt in Prag ab. Während seines Studiums war er Mitglied der Katholischen Studentenverbindung KDStV Ferdinandea. Schott war in der Folge bis Mitte der 1890er Jahre als Volksschullehrer tätig, bevor er sich als freier Schriftsteller zuerst in Hinterhäuser in Böhmen, später auf seinem Gut in Bergham bei Linz niederließ. Durch die Nachkriegs-Inflation verarmt musste er 1921 nach Sipbachzell, 1924 nach Peuerbach übersiedeln. 1929 erwarb er das Anwesen Hub bei Mettmach, dort verstarb er 1945 im Alter von 79 Jahren.
Anton Schott erhielt unter anderem 1901 den Preis der Deutschen Literaturgesellschaft sowie 1923 den 2. Preis des Herder-Verlags. Die Verleihung des Silbernen Ehrenzeichens der Republik Österreich lehnte er 1929 ab. Sein literarisches Werk umfasst Novellen, Erzählungen sowie historische Romane, in deren Mittelpunkt das bäuerliche Leben seiner Heimat, dem Böhmerwald, steht.

## Werke (Auswahl)
- 1891: Schwarzblattl, Erzählung; Kölnische Volkszeitung
- 1892: Am Scheidewege, Erzählung; Kölnische Volkszeitung
- 1894: Der Hüttenmeister, Köln. Volksz., J. P. Pachem Köln (127 S.)
- 1895: Der Wildhof, Erzählung; J. P. Bachem Köln (159 S.)
- 1896: Unter dem Banner von Bogen, Histor. Erzählung; Alte und neue Welt (270 S.)
- 1897: Der Königsschütz und Aus der Art geschlagen, Erzählungen; J. P. Bachem Köln (157 S.)
- 1899: Die künischen Freigerichte im Böhmerwalde; Kölnische Volkszeitung Nr. 637
- 1899: Auf Irrwegen, Erzählung; Butzon & Bercker, Kevelaer (I. 96 S., II. 95 S.)
- 1899: Die Einöder, und andere Erzählungen; Butzon & Bercker, Kevelaer (I. 96 S., II. 112 S.)
- 1901: Der letzte Richter, Kulturgesch. Erz. aus d. Böhmerwalde; J. P. Bachem Köln (154 S.). Neudruck: Hofenberg Berlin 2022
- 1901: Die Geierbuben, Erzählung; Herder Freiburg i. Br. (197 S.)
- 1902: Das Glücksglas, Erzählung aus dem Böhmerwald; Herder Freiburg i. B. (318 S.)
- 1902: Der Bauernkönig, Roman; Allg. Verlagsgesellschaft München (391 S.)
- 1902: Gottestal, Roman (preisgekrönt); J. P. Bachem Köln (430 S.)
- 1903: Die Seeberger, Erzählung aus dem Walde; Benziger Verlag Zürich (203 S.)
- 1903: In falschen Geleisen, Roman; Österr. Verlagsanstalt Linz – Wien – Leipzig (348 S.)
- 1903: Bescholten Volk und andere Novellen; Benziger Zürich (389 S.)
- 1903: Fährmannskinder, Erzählung; Pustet Regensburg
- 1904: Der Bauer im Gefield, Roman; Enßlin & Laiblin Reutl. (192 S.)
- 1904: Landstreicher, Erzählung, Volksschriftenverlag München (59 S.)
- 1904: Die Elmbauernleut; Zs. „Der Böhmerwald“ 6. Jg. Nr. 4 1904
- 1904: Um einen Hof, Erzählung; Habbel Regensburg (221 S.)
- 1904: Moni, Roman; Habbel Regensburg (207 S.)
- 1904: Die versunkene Stadt, Erzählung; Habbel Regensburg (228 S.)
- 1904: Dikel der Flank, Erzählung aus dem Walde; Habbel R. (202 S.)
- 1905: Ein Schwarzkünstler, Erzählung; Volksschriften München (62 S.)
- 1905: Weltverbesserer, Roman; Fredebeul & Koenen
- 1907: Gotswin des Fiedlers Denkbuch, Erzählung aus dem 14. Jh.; J. P. Bachem Köln (141 S.)
- 1909: Gerichtet; Butzon & Berker, Kevelaer (96 S.)
- 1909: Fahrendes Volk, Roman; Habbel Regensburg (307 S.)
- 1909: Die Asgarden, Studentenroman; Josef Thum Kevelaer (271 S.)
- 1909: Verkauft, Erzählung; Butzon & Berker, Kevelaer (230 S.)
- 1910: Notwebers Gabriel, Roman; Habbel Regensburg (567 S.)
- 1910: Das Hundsschlössel, Roman; Habbel Regensburg (235 S.)
- 1910: Der Wirt vom gulden Rössel, Roman; Habbel Regensb. (309 S.)
- 1910: Der Doktor von St. Nikelsberg, Roman; Habbel R. (416 S.)
- 1910: Leut aus dem Walde, Erzählungen; Habbel Regensburg (299 S.)
- 1910: Allerhand Sonderlinge, Erzählungen; Habbel Regensb. (242 S.)
- 1910: Nur ein Leineweber, Erzählung; Fr. Kratz & Cie., Köln (141 S.)
- 1911: Zu stillen Höhen, Roman; Habbel Regensburg (310 S.)
- 1912: Schwedenzeit, Hist. Roman; Erich Hecht’sche V. Berlin (325 S.)
- 1912: Bibel und Jesuit, Hist. Roman; Hecht Berlin (310 S.)
- 1913: Eines Verganteten Kinder, Roman; Hesse Leipzig (304 S.)
- 1913: Die Himmelreicher, Roman; Moldavia Budweis (307 S.)
- 1914: Waldbauern, Roman; Pustet Regensburg (312 S.)
- 1914: Seltsame Leut‘, Roman; J. M. Boegl Neumarkt Opf. (255 S.)
- 1914: Der Schichtmeister von Lameck, Erzählung a. d. Anf. d. 18. Jahrh.; Benziger Zürich (253 S.)
- 1914: Die Kaiserbraut, Hist. Roman; Habbel Regensburg (302 S.)
- 1915: Um die Heimat, Erzählung; Lucas Verlag München (155 S.)
- 1915: Der Bilmesschneider, Erzählung; Benziger Einsiedeln (32 S.)
- 1916: Im Hochriss, Roman; Habbel Regensburg (221 S.)
- 1917: Der Herrgottsdieb, Roman; Habbel Regensburg (296 S.)
- 1917: Hinterwäldler, Ein Stück aus großer Zeit; Müller Mchn. (91 S.)
- 1918: Lustige Geschichten, Wichner Joseph u. Anton Schott; Klagenfurt & Rosenheim:  (112 S.)
- 1918: Die Schwestern, Erzählung; Berlin: H. Hillger (96 S.)
- 1920: Die neue Zeit im Walde, Histor. Roman; Habbel R.(416 S.)
- 1920: Altmännersommer, Erzählung; Moldavia Budweis (192 S.)
- 1924: Die Hacker vom Freiwald, Roman; Herder Freiburg i. B. (317 S.)
- 1925: Ein Wildling, Erzählung; Habbel Regensburg (172 S.)
- 1926: Bannfluch und Pest, Erzählung; Tyrolia Innsbruck (186 S.)
- 1927: Einegen Köpf, Erzählung aus den Waldbergen; Moldavia Budweis (269 S.)
- 1927: Landstreicher/Die gefährdete Fähre, Erzählungen; Volksbildungsverein Wiesbaden (61 S.)
- 1928: Hussenzeit, Salzburg-Wien-Leipzig: Das Bergland-Buch (293 S.)
- 1931: Hüttenzeit
- 1936: Der lange Helfgott, Roman; Moldavia Budweis (248 S.)
- 1938: Um Recht und Freiheit, Roman; Bergland Salzburg (298 S.)
- 1939: Eine Geißel Gottes, Hist. Roman; Bergland-Buch Salzb. (295 S.)
- 1948: Einer der Stillen im Lande, Erzählungen; J. Steinbrener Schärding (127 S.) Neudruck: Hofenberg Berlin 2022